# Chrysanthemum
Chrysanthemum, llamado popularmente crisantemo, es un género de alrededor de 30 especies de plantas perennes en la familia Asteraceae, nativo de Asia y Europa. La mayoría de las especies son originarias de Asia oriental y el centro de origen se encuentra en China. Existen innumerables variedades y cultivares.

## Descripción
Las especies son hierbas sufruticosas, perennes, que alcanzan un tamaño de hasta 1,5 m de alto. Toda la planta es ligeramente aromática. Los tallos son erectos o patentes, frondosos. Hojas alternas, lobadas, lanceoladas a ovadas, 4–9 (–12) cm de largo y 4–6 cm de ancho, los segmentos enteros a gruesamente dentados, haz glabro, envés piloso con tricomas 2-armados, glanduloso; pecíolos hasta 4 cm de largo, con 2 segmentos auriculados en la base. Capitulescencias de corimbos laxos, pedúnculos bracteados; capítulos radiados; involucros hemisféricos; filarias herbáceas, las exteriores lanceoladas a oblongas, 4–8 mm de largo y 1–2 mm de ancho, las internas ovadas, 8–10 mm de largo y 2–3 mm de ancho, márgenes ampliamente escariosos; receptáculos fuertemente convexos, epaleáceos; flósculos del radio numerosos (100–200), en series múltiples, pistilados, las lígulas de 1–8 cm de largo, variadamente coloreadas (comúnmente purpúreas o amarillas); flósculos del disco 100–200, perfectos, las corolas tubulares, 5-lobadas, amarillas; base de las anteras obtusa, los apéndices terminales lanceolados; ramas del estilo oblongas, truncadas, peniciladas. Cipselas cilíndricas a obcónicas, 1–1,5 mm de largo, 5–8-acostilladas; vilano ausente.

## Taxonomía
El género incluía muchas más especies, pero hace varias décadas se dividió en varios géneros; la denominación de los géneros fue polémica, pero según una norma del Código Internacional de Nomenclatura Botánica (inglés ICBN) en 1999 se decidió cambiar el nombre a algunas especies bien definidas del género por el de Chrysanthemum indicum,  restableciendo de ese modo la importancia económica florística del crisantemo. Esas especies fueron, después de la división del género, pero antes del arbitraje del ICBN, tratadas bajo el nombre genérico Dendranthema.
Las otras especies previamente consideradas bajo el ceñido criterio del género Chrysanthemum han sido transferidas al  género Glebionis. Los otros géneros desgajados de Chrysanthemum incluyen Argyranthemum, Leucanthemopsis, Leucanthemum, Rhodanthemum, y Tanacetum.
Para circunscribir el género Chrysanthemum, debemos situarnos en el nivel taxonómico superior de la tribu Anthemidae Actualmente esta tribu comprende 111 géneros y unas 1800 especies. Esta tribu fue descrita por primera vez en 1819 por Alexandre Cassini (1781-1832). La dividió en dos subtribus según la presencia de paleae (brácteas en la base de un flósculo). La división de las Anthemideae permaneció relativamente inalterada hasta que John Isaac Briquet demostró (en 1916) el valor de utilizar la anatomía del aquenio. Los últimos análisis filogenéticos de Oberprieler et al (2009)  se basan en el estudio de secuencias de ADN (gen del cloroplasto ndhF, y marcador ITS). Basándose en la distribución biogeográfica, la reconstrucción filogenética distingue: 1) un grado del Hemisferio Sur; 2) un grado Asia-Sudáfrica; 3) un grado euroasiático; y 4) un clado mediterráneo. Los crisantemos se encuentran en el clado en torno a las Artemisia (subtribu Artemisiinae) del segundo grado Asia-Sudáfrica. Los Glebionis Cass. y Argyranthemum Webb forman parte de la subtribu Glebionidinae del clado mediterráneo. Dado que Chrysanthemum ha tomado el tipo C. indicum, las dos especies mediterráneas C. coronarium (crisantemo coronado) y C. segetum (crisantemo de la cosecha) se tratan ahora como miembros de Glebionis Spach.

## Genoma
Los crisantemos chinos silvestres se presentan como haploides (n = 9 cromosomas), diploides (2 n), tetraploides (4 n) y hexaploides (6 n).

## Etimología
Chrysanthemum procede del griego xρυσοῦς (chrysous -, "dorado", el color de las flores originales), y ἄνθεμον  (anthemon) de τὸ ἄνθος (flor).

## Historia
El cultivo de los crisantemos en China como plantas florales se remonta a antes del 1500 a. C..
En Japón se empezó a cultivar probablemente entre los siglos VIII y XII. Se crearon muchas formas, colores y variedades de flores. También se desarrolló la manera de cultivar y dar forma a las flores, y floreció la cultura del crisantemo. Los diversos cultivares de crisantemos creados en el periodo Edo se caracterizaban por una notable variedad de formas florales y se exportaron a China desde finales del periodo Edo, lo que cambió la forma de cultivar los crisantemos chinos y su popularidad. El Sello Imperial de Japón es un crisantemo. En otoño, durante la época de floración, se celebran numerosos festivales y exposiciones. Uno de los cinco festivales sagrados chinos es el Festival del Doble Nueve, que se celebra el día nueve del noveno mes del calendario lunar chino. Ese día también se conoce en Japón como el Día del Crisantemo.

## Usos

### Como ornamentación
Es una planta que se adapta muy bien al manejo fotoperiódico cuando se cultiva en invernaderos y permite la floración durante todo el año. La floricultura, con sus técnicas de producción masiva de plantas, tiene una gran cantidad de herramientas que permiten utilizar las variedades apropiadas para que florezcan en distintas épocas del año.
Los modernos crisantemos son mucho más decorativos que sus parientes silvestres. Las flores tienen variadas formas, parecidas a las dalias, decorativas, como pompones o botones. El género contiene muchos híbridos y se desarrollaron miles de cultivares con propósitos horticulturales. Además del tradicional dorado, hay flores de color blanco, púrpura, rojo, etc. El híbrido más importante es Chrysanthemum × morifolium (sin. C. × grandiflorum), derivado primariamente de Chrysanthemum indicum pero también involucra a otras especies.

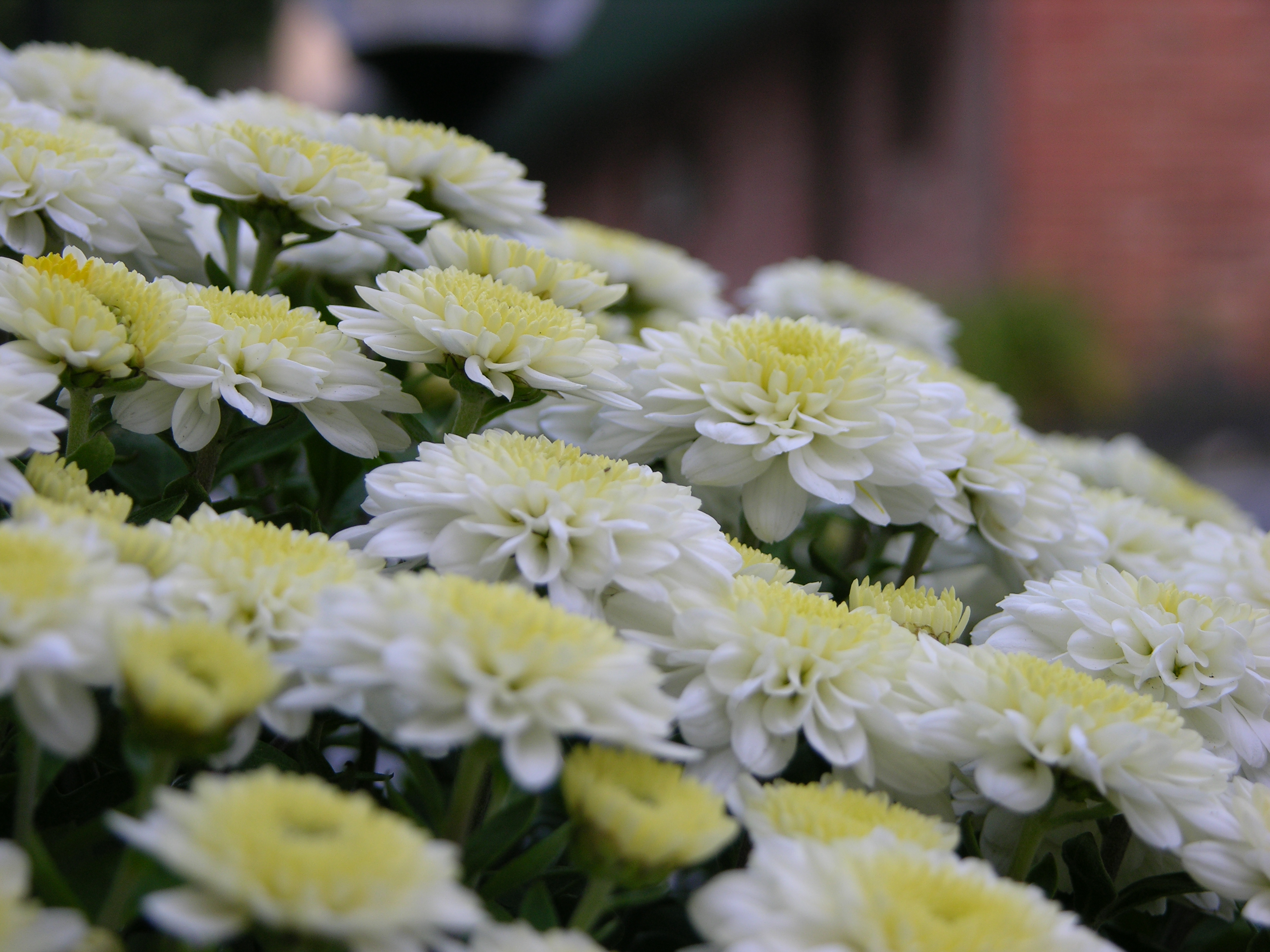
Conjunto de crisantemos.

### Como planta de flor en maceta
Para uso en patios, balcones e interiores. Se obtiene a partir de varios esquejes enraizados, que se pinzan para estimular el crecimiento de más tallos. De cada tallo lateral brotan flores.

### Como flor cortada
Debido a la gran variedad de formas y colores y a la cantidad de cultivares comerciales, es una de las primeras flores cortadas del mercado utilizadas en floristería para ramos. 
Las especies de Chrysanthemum son utilizadas como alimento por las larvas de algunas especies de Lepidoptera (véase lista de lepidópteros alimentados de crisantemos).

### Usos culinarios
Las flores amarillas o blancas de los crisantemos se hierven para hacer una bebida dulce en varios lugares del continente asiático. La bebida se conoce como "té de crisantemo". En el desayuno Dim sum el té de crisantemo se sirve siempre. Tiene múltiples usos medicinales, uno de ellos como remedio para recuperarse de la gripe.
Las hojas de muchas especies, como Chrysanthemum coronarium y otras, que crecen comercialmente en Asia del este, conocidos como tung ho se utilizan como verdura.  En China, las hojas se fríen con ajo (Allium sativum) y se seca salpimentando. El color de las hojas cocinadas es negro, con textura densa y mucilaginosa y sabor fragante y complejo.

### En insecticidas
El piretro (Chrysanthemum [o  Tanacetum] cinerariaefolium) es económicamente importante como fuente natural de insecticida. Las flores secas se pulverizan y los compuestos activos (piretrinas), contenidos en las cáscaras de las semillas, se extraen y se venden en forma de oleorresina. Ésta se asperja como una suspensión en agua o aceite, o como polvo.  Las piretrinas atacan el sistema nervioso de muchos insectos, e inhiben a las hembras de mosquitos de picar. Cuando no están presentes en cantidades fatales para los insectos, siguen funcionando como repelente contra ellos [cita requerida]. Son dañinos para los peces, pero mucho menos tóxicos para los mamíferos y aves que muchos otros insecticidas sintéticos y no son persistentes, siendo biodegradables y descomponiéndose fácilmente expuestos a la radiación solar. Son considerados entre los insecticidas de uso más seguro en entornos cercanos a alimentos. Los piretroides son biocidas sintéticos basados en el piretro natural, e.g., permetrina.
A pesar de esto, las hojas del crisantemo siguen siendo un huésped importante para plagas destructivas como las moscas minadoras, incluida Liriomyza trifolii.

## Usos medioambientales
El estudio Clean Air Study de la NASA ha demostrado que las plantas de crisantemo reducen la contaminación del aire en interiores.

## Significados culturales y simbolismo

El escudo de Japón está formado por un crisantemo dorado.

Estandarte del emperador del Japón.

En algunos países de Europa y Japón es una planta ornamental muy popular y cultivada. 
- En Japón es la flor nacional.
  - El Trono del Crisantemo (japonés:Kikukamonshō o Kikkamonshō) es el nombre dado a la posición del Emperador de Japón. El chrysanthemum (Kiku) es el monshō ("divisa" o "corona") del emperador de Japón, y así la flor representa a este y a la Casa Imperial de Japón. El término Kikukamonshō literalmente es el "Sello Imperial de Japón: "Corona de crisantemo".
- En China, el crisantemo es símbolo de sabiduría, mientras que en otros países lo es de honestidad.
  - El crisantemo es una de las "Cuatro Flores Junzi" de la cultura de China (las otras son albaricoque, orquídea y bambú), conocido en idioma chino como jú. El jú  como término fue usado favorablemente por el influyente poeta chino Tao Qian, y es símbolo de nobleza. Véase: Los cuatro nobles.
  - El Festival del Chrysanthemum se celebra anualmente en Tongxiang, cerca de Hangzhou, China.
  - En la cultura china, el crisantemo es un símbolo del otoño y la flor de la novena luna. Durante la dinastía Han, incluso se bebía vino de crisantemo el noveno día del noveno mes lunar para prolongar la vida. Es un símbolo de longevidad por sus propiedades saludables.[12] Por todo ello, la flor se llevaba a menudo en atuendos funerarios.
  - La Farmacopea de la República Popular China enumera dos tipos de crisantemo para uso médico, el Yejuhua y el Juhua. Históricamente, se dice que el Yejuhua trata el carbunco, el forúnculo, la conjuntivitis, el dolor de cabeza y el vértigo. Se dice que el Juhua trata el resfriado, el dolor de cabeza, el vértigo y la conjuntivitis.[13]

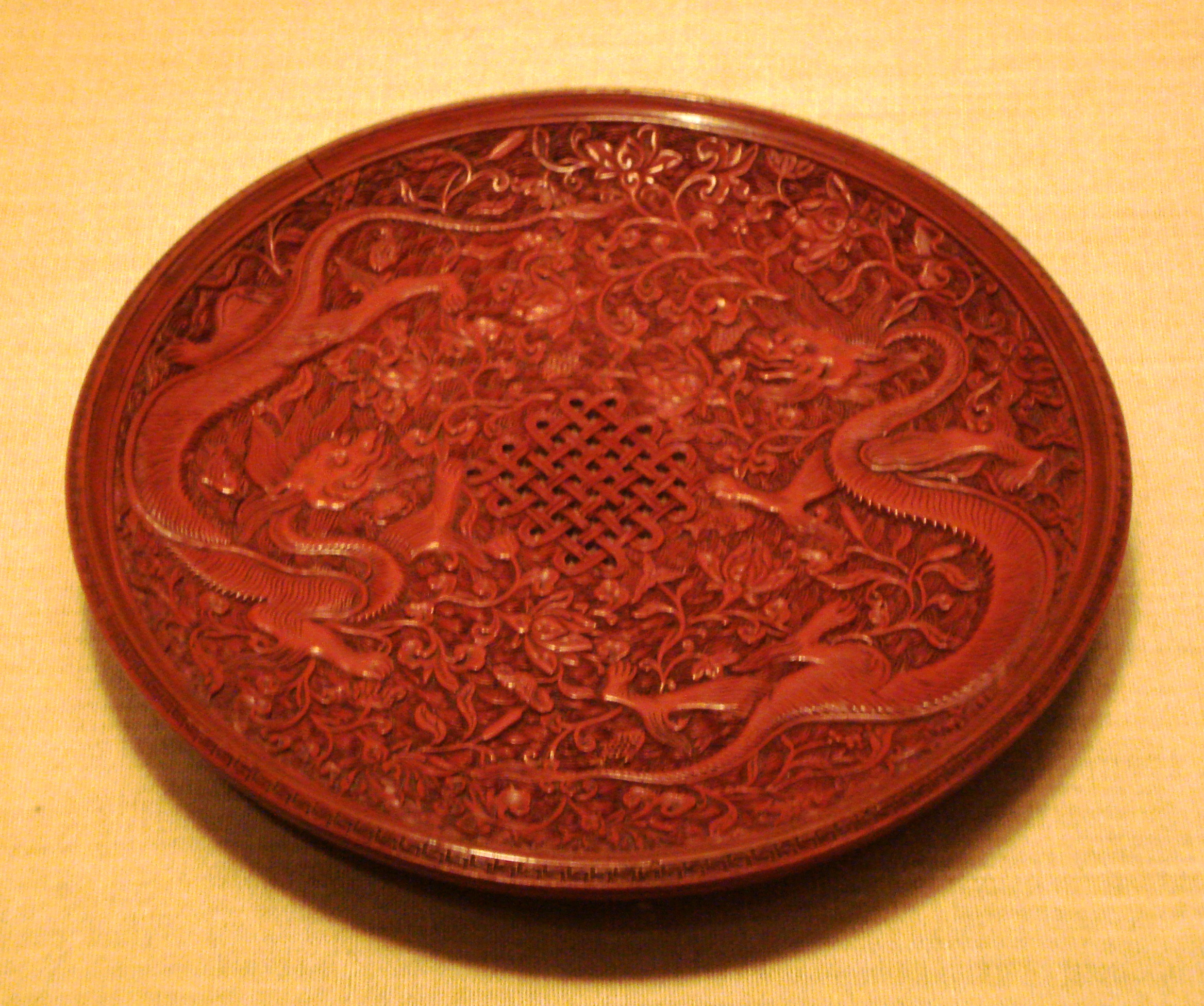
Plato de laca roja de la dinastía Ming con crisantemos y dragones tallados.

- En EE. UU., la flor es normalmente considerada como positiva y significa alegría.[cita requerida]
  - Los crisantemos son la "flor oficial" de la ciudad de Chicago desde 1961.[14]
- En España y en México el crisantemo está muy asociado a la festividad del Día de Todos los Santos. Se depositan multitud de ramos de esta flor en la tumba de los difuntos.
- En Italia, El compositor italiano Giacomo Puccini escribió Crisantemi (1890), un movimiento para cuarteto de cuerda, en memoria de su amigo Amadeo de Saboya Duque de Aosta. En Italia (como en España y otros países europeos), el crisantemo es la flor que tradicionalmente se lleva al cementerio a los seres queridos fallecidos y se asocia generalmente con el luto. Una razón probable es que la planta florece entre finales de octubre y principios de noviembre, coincidiendo con el Día de los Difuntos (2 de noviembre).
- En Irán, los crisantemos se asocian con el ser espiritual zoroástrico Ashi Vanghuhi (lit. 'buenas bendiciones, recompensas'), un Yazad (ángel) femenino que preside las bendiciones.[15]

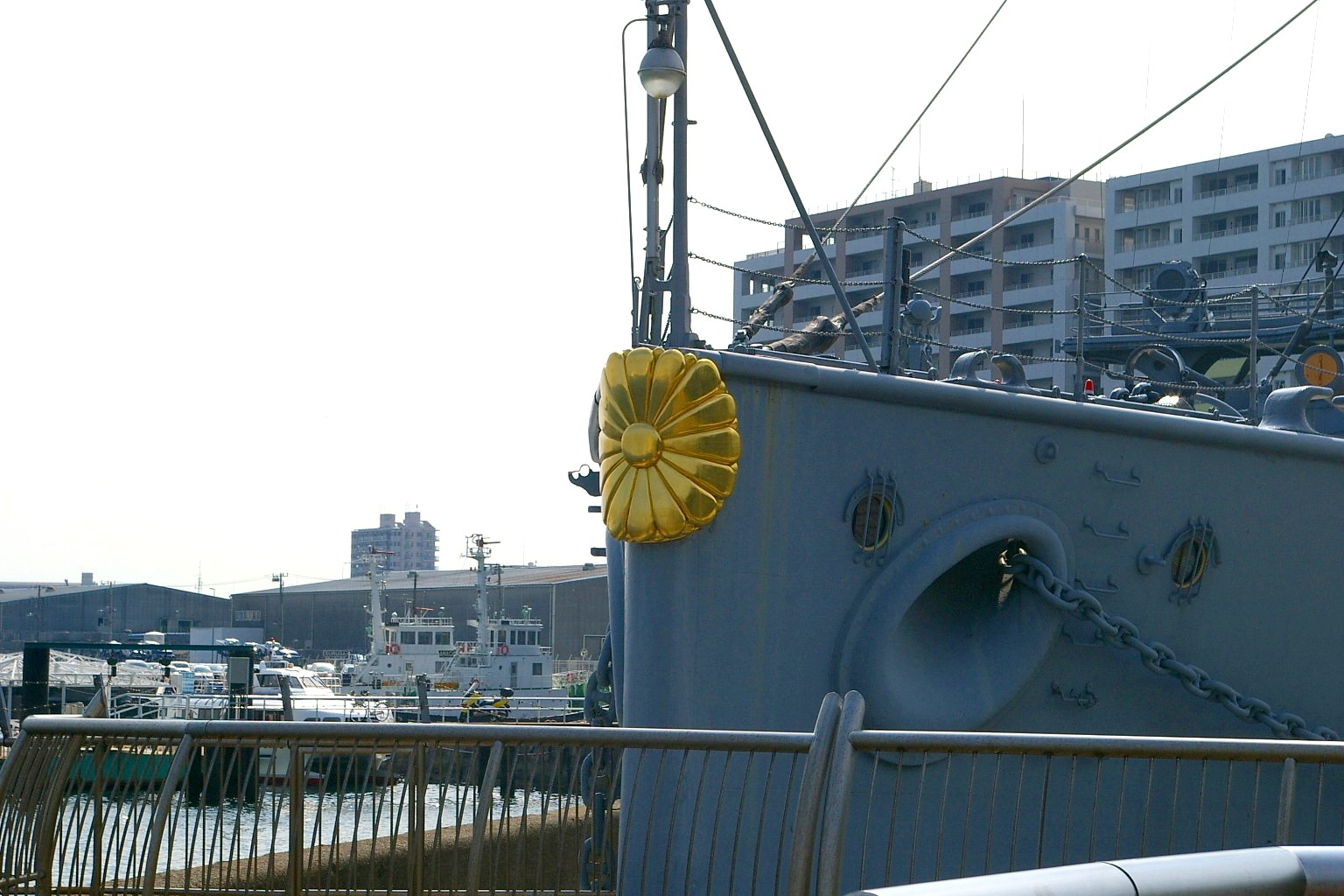
Cresta de crisantemos en el acorazado japonés Mikasa.
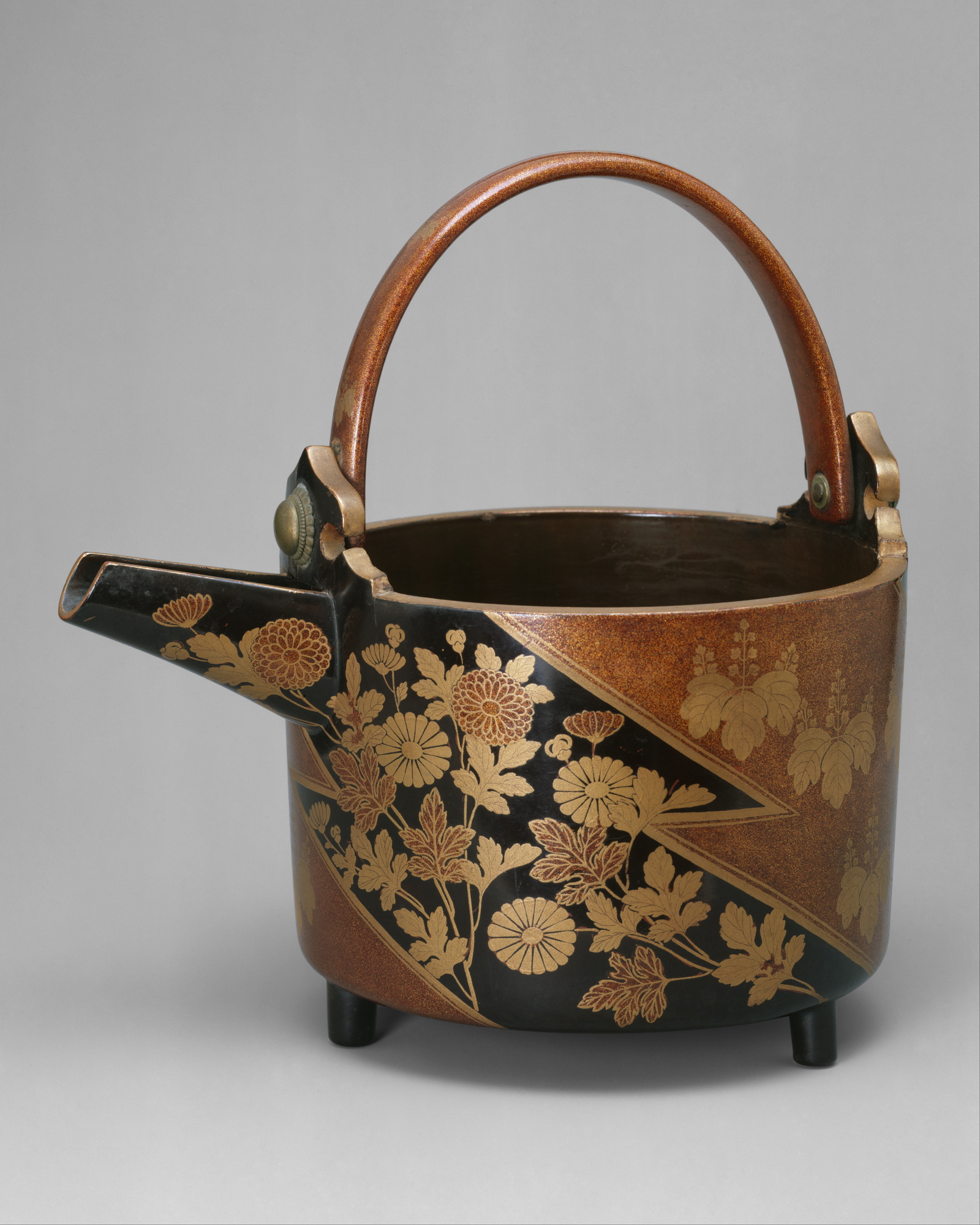
Aguamanil de sake Maki-e con crisantemos y crestas de paulownia en campos alternos. Principios del siglo XVII, periodo Azuchi-Momoyama.
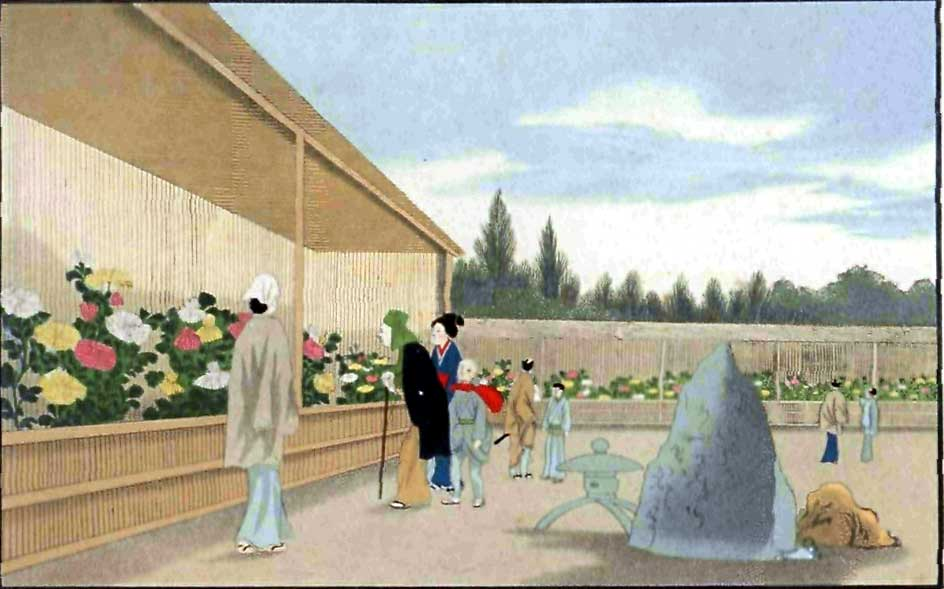
Ejemplo de un espectáculo de crisantemos, celebrados tradicionalmente en muchas ciudades japonesas.
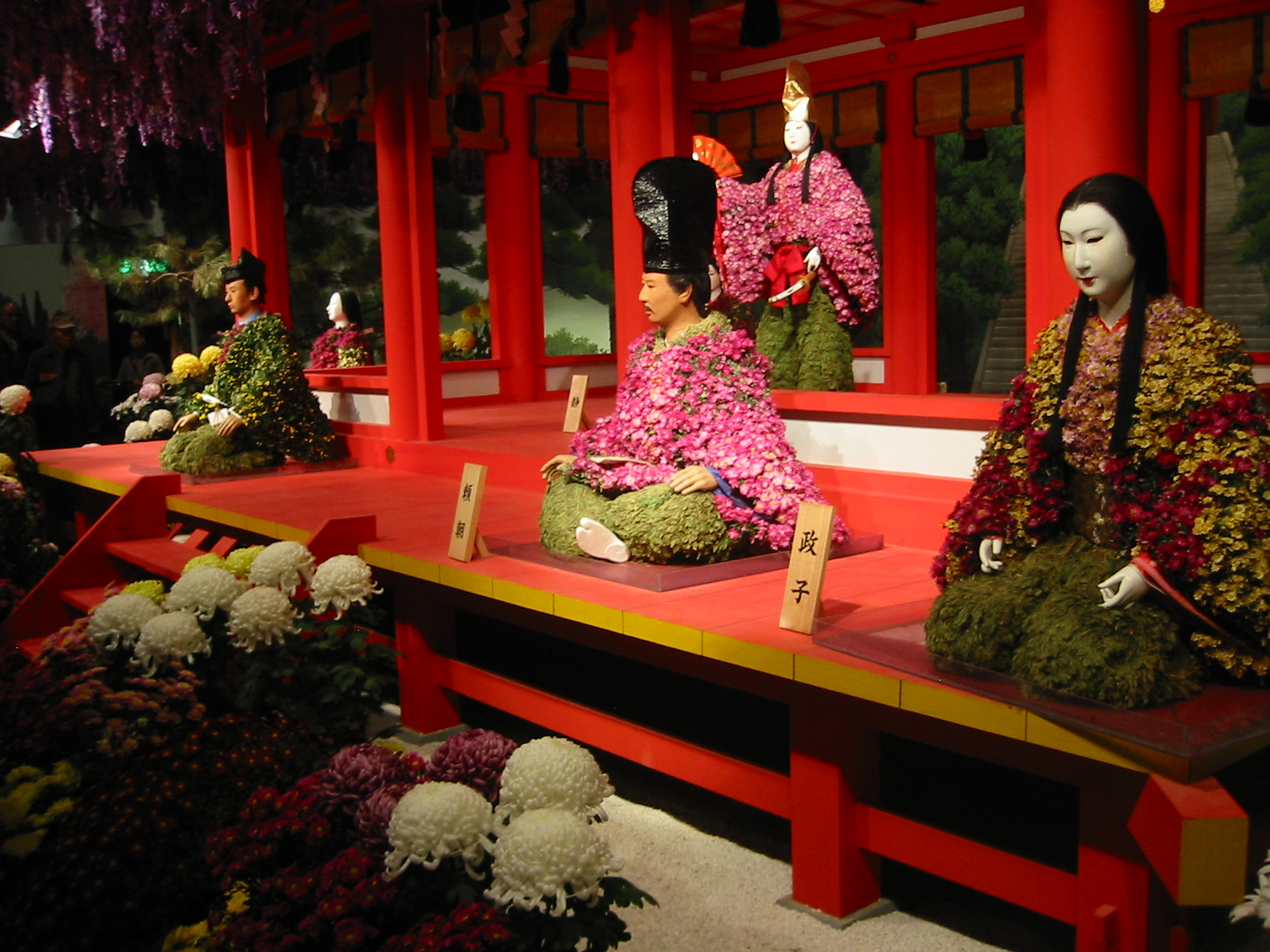
"Exposición de muñecas de crisantemo de Hirakata" (2005)
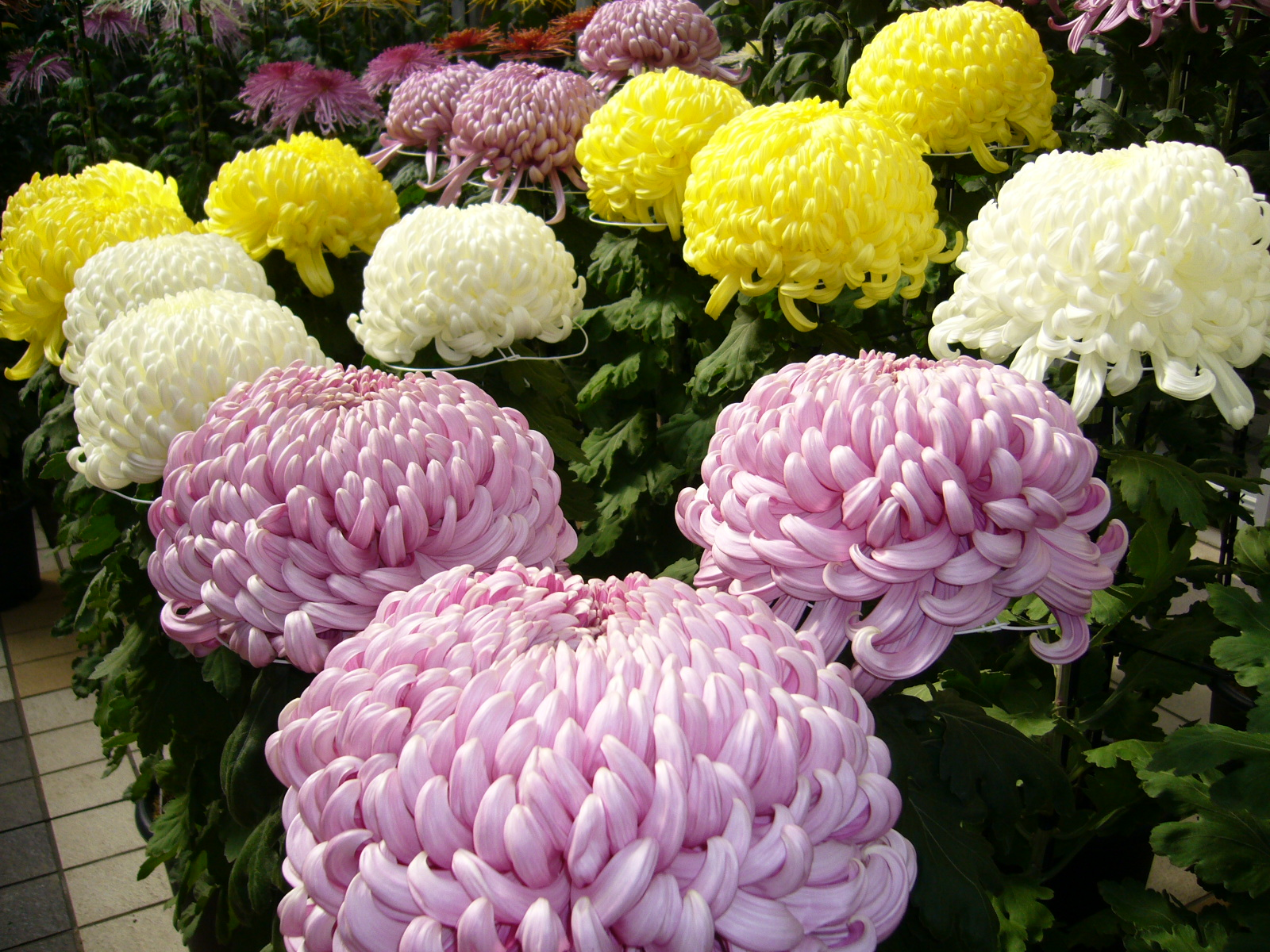
Crisantemos en el estilo japonés Ogiku (literalmente gran crisantemo).

## Ejemplos de flores de crisantemos

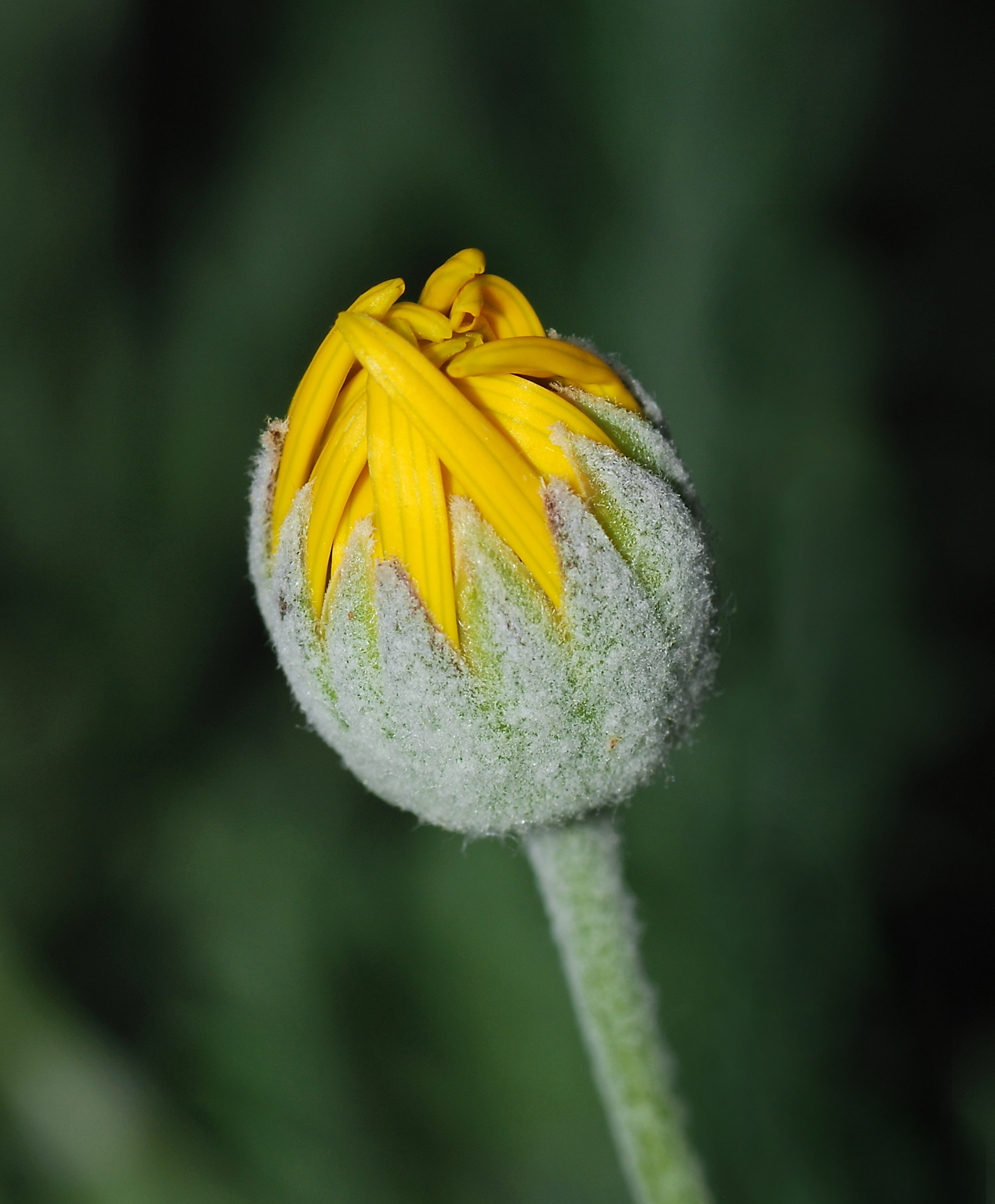
Capullo de crisantemo de jardín
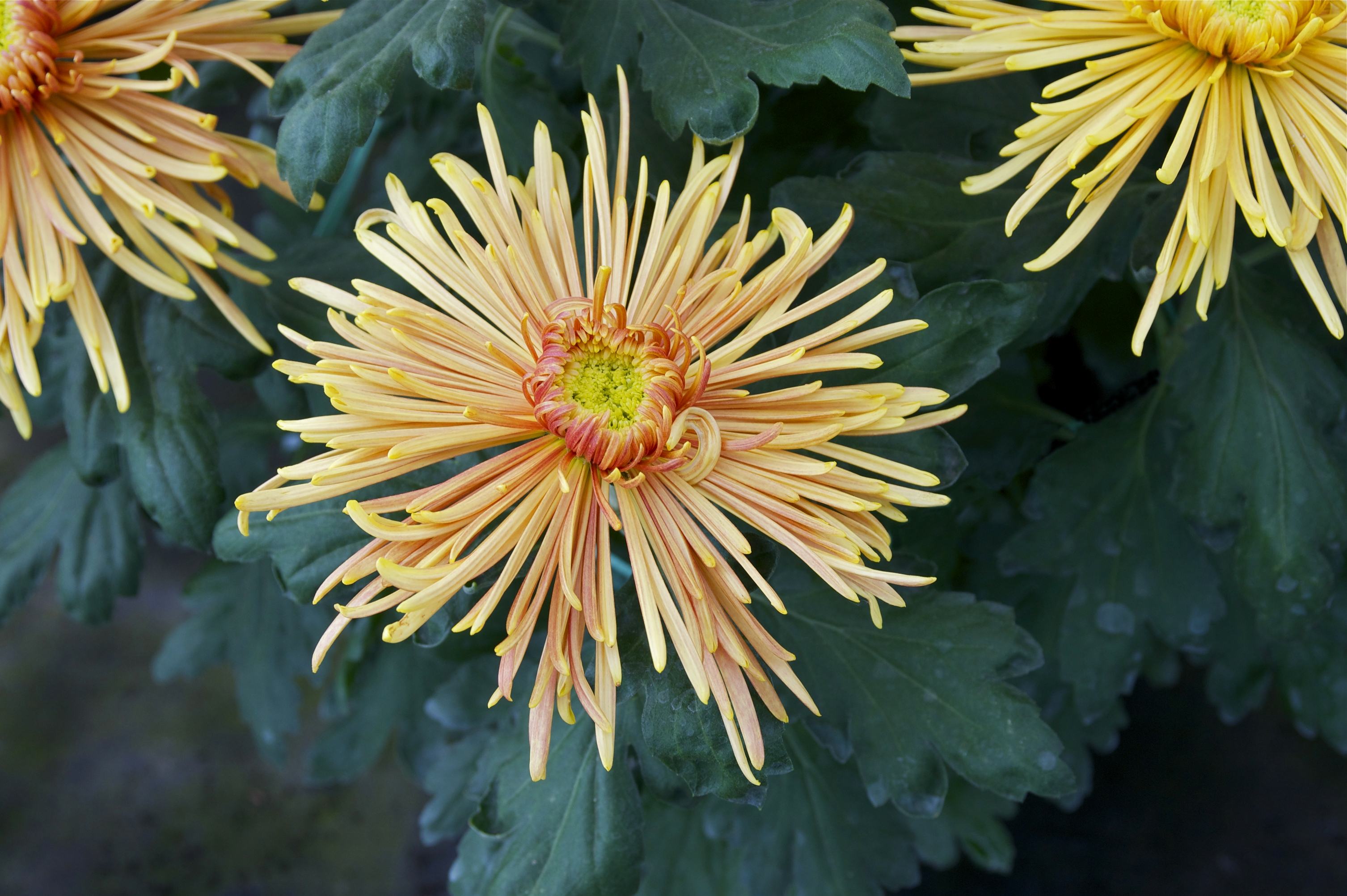
Chrysanthemum × morifolium
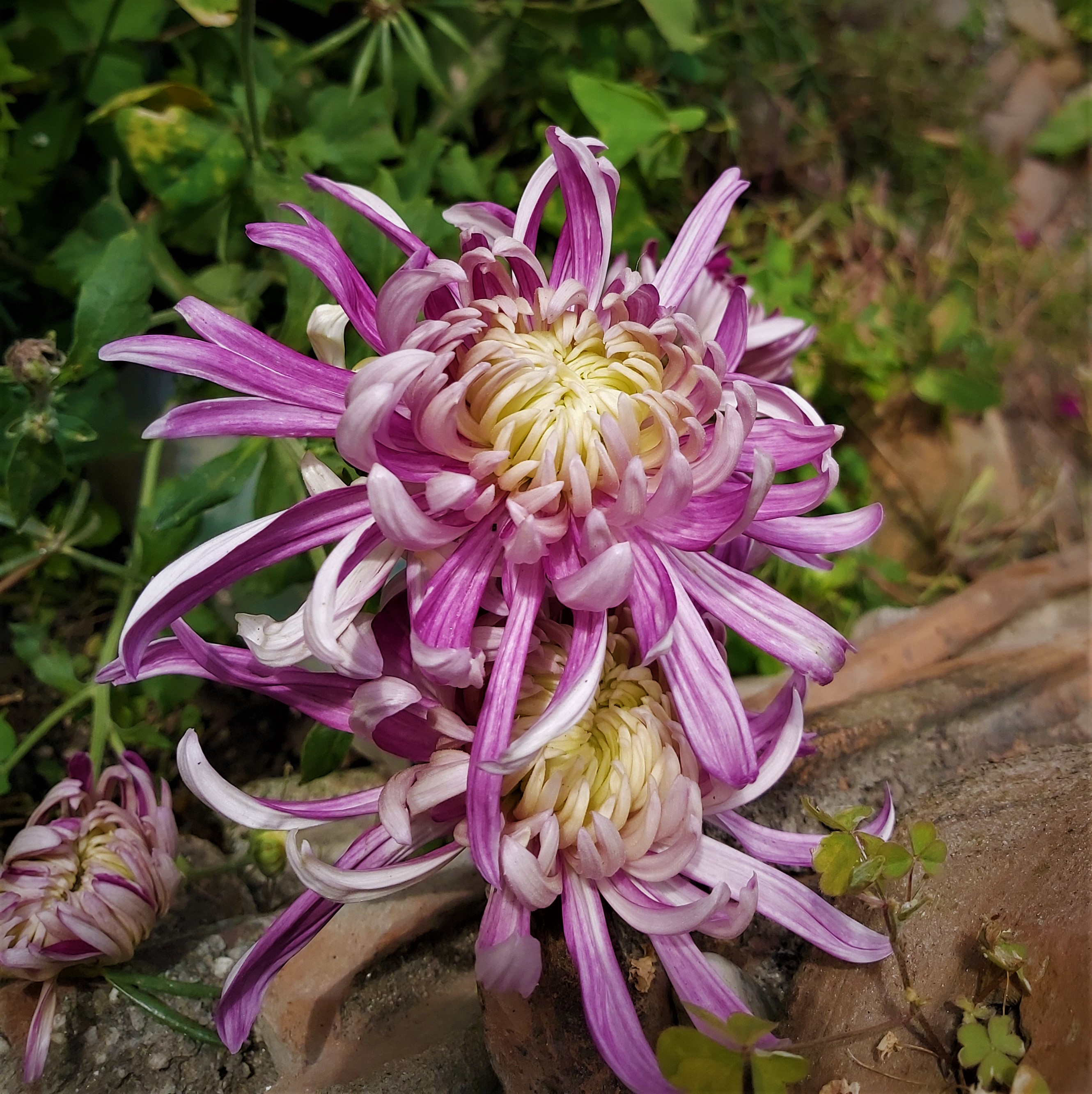
Crisantemo púrpura
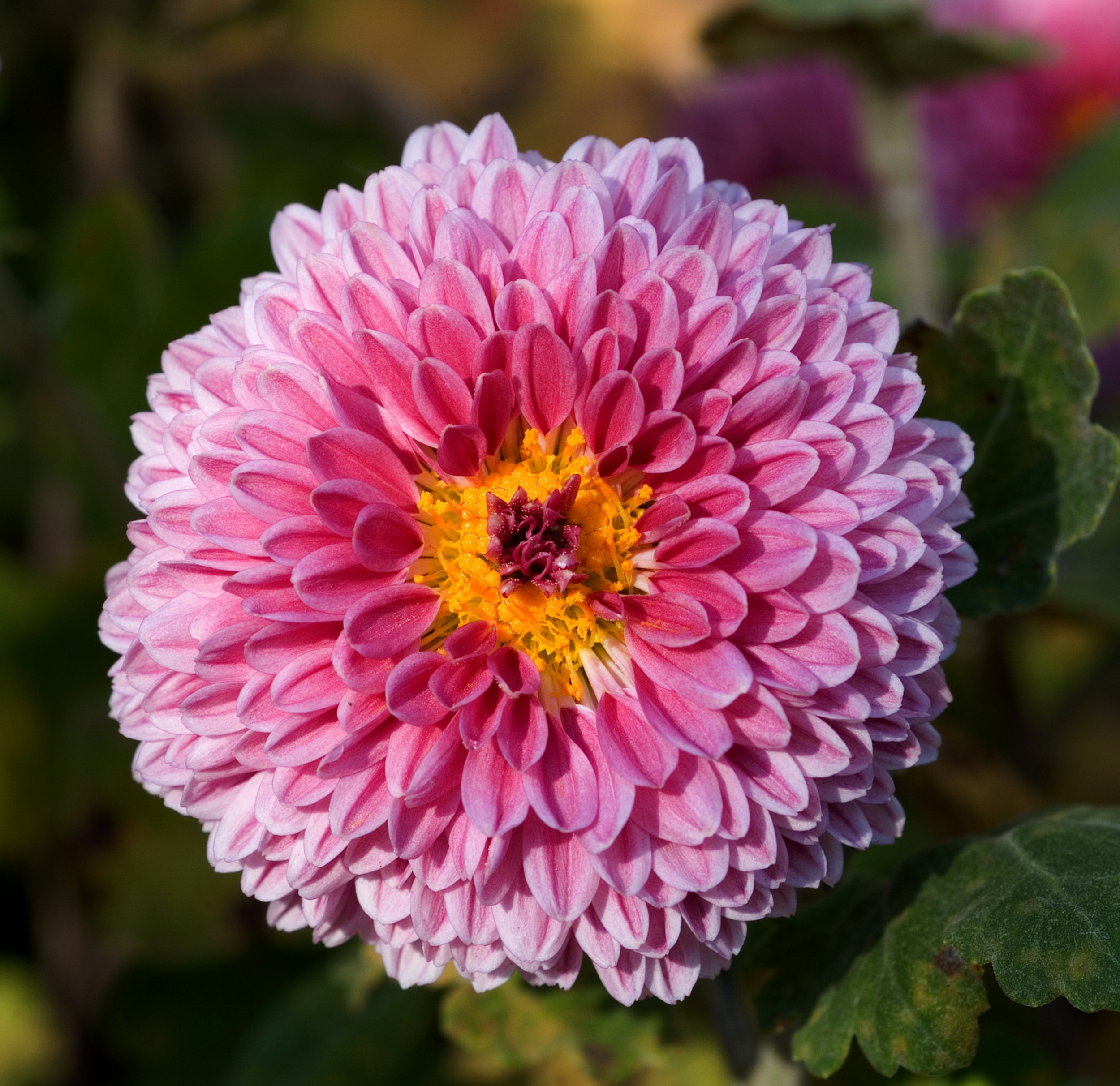
Chrysanthemum × morifolium rosa
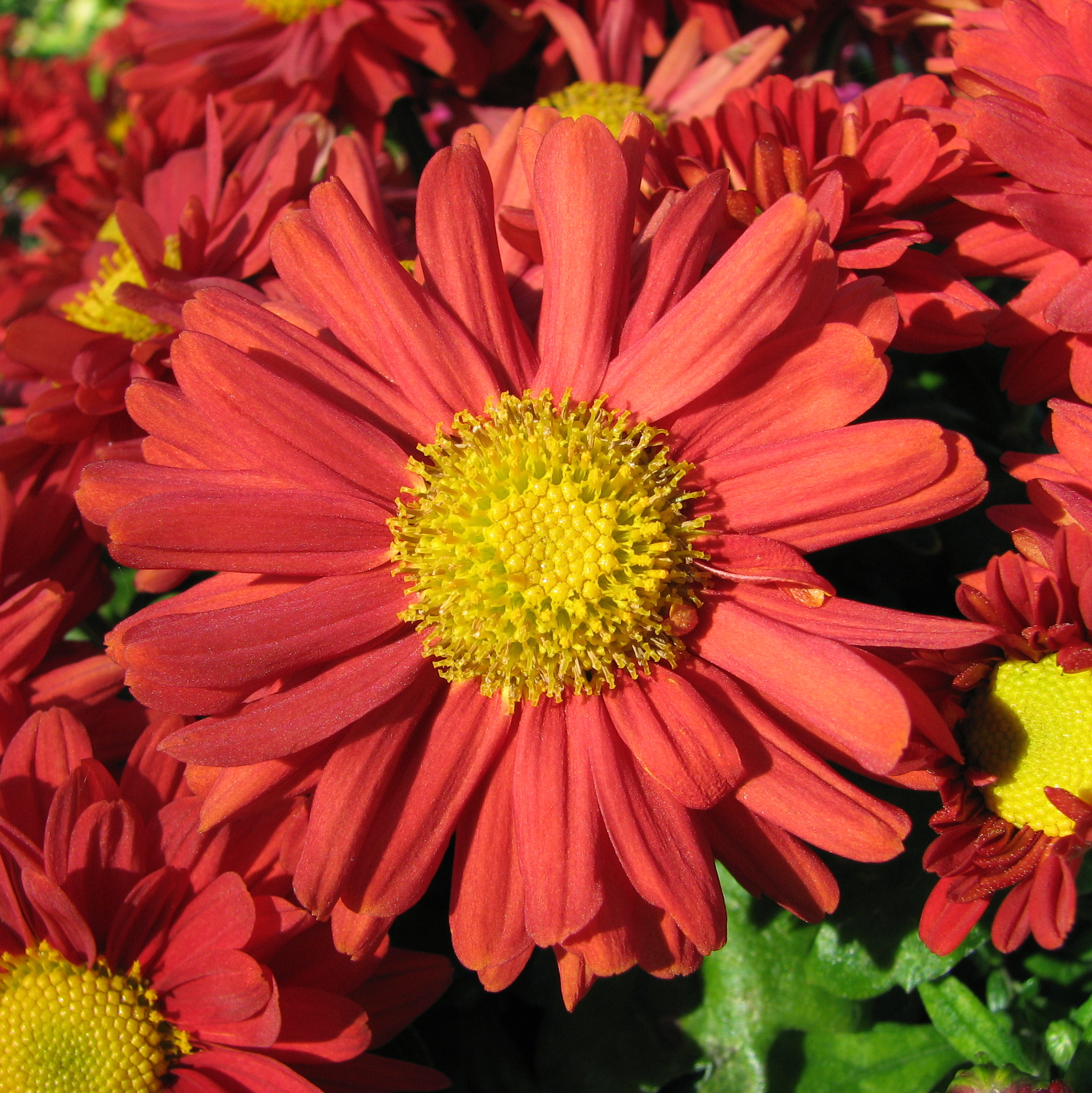
Crisantemo rojo
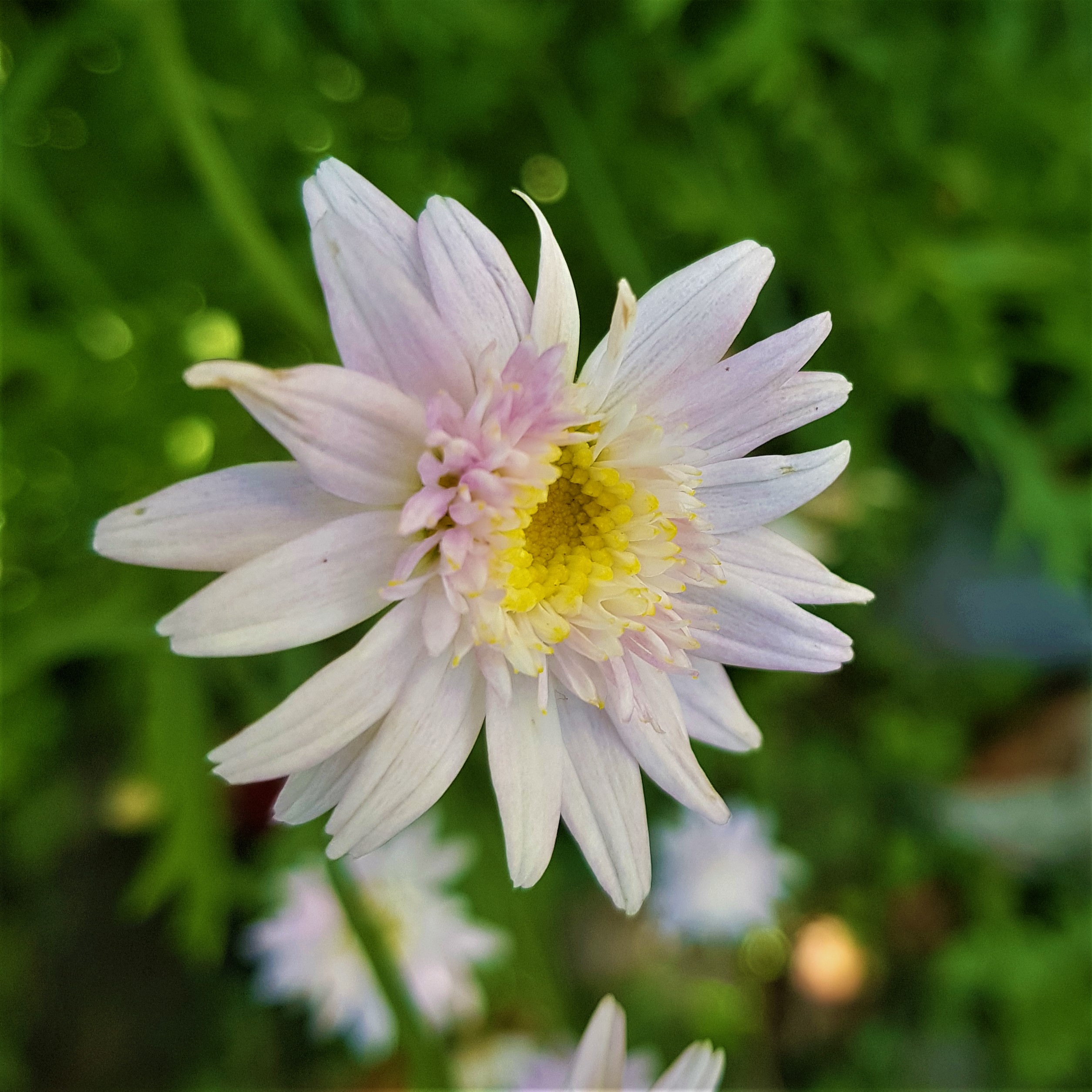
Primer plano de crisantemo blanco
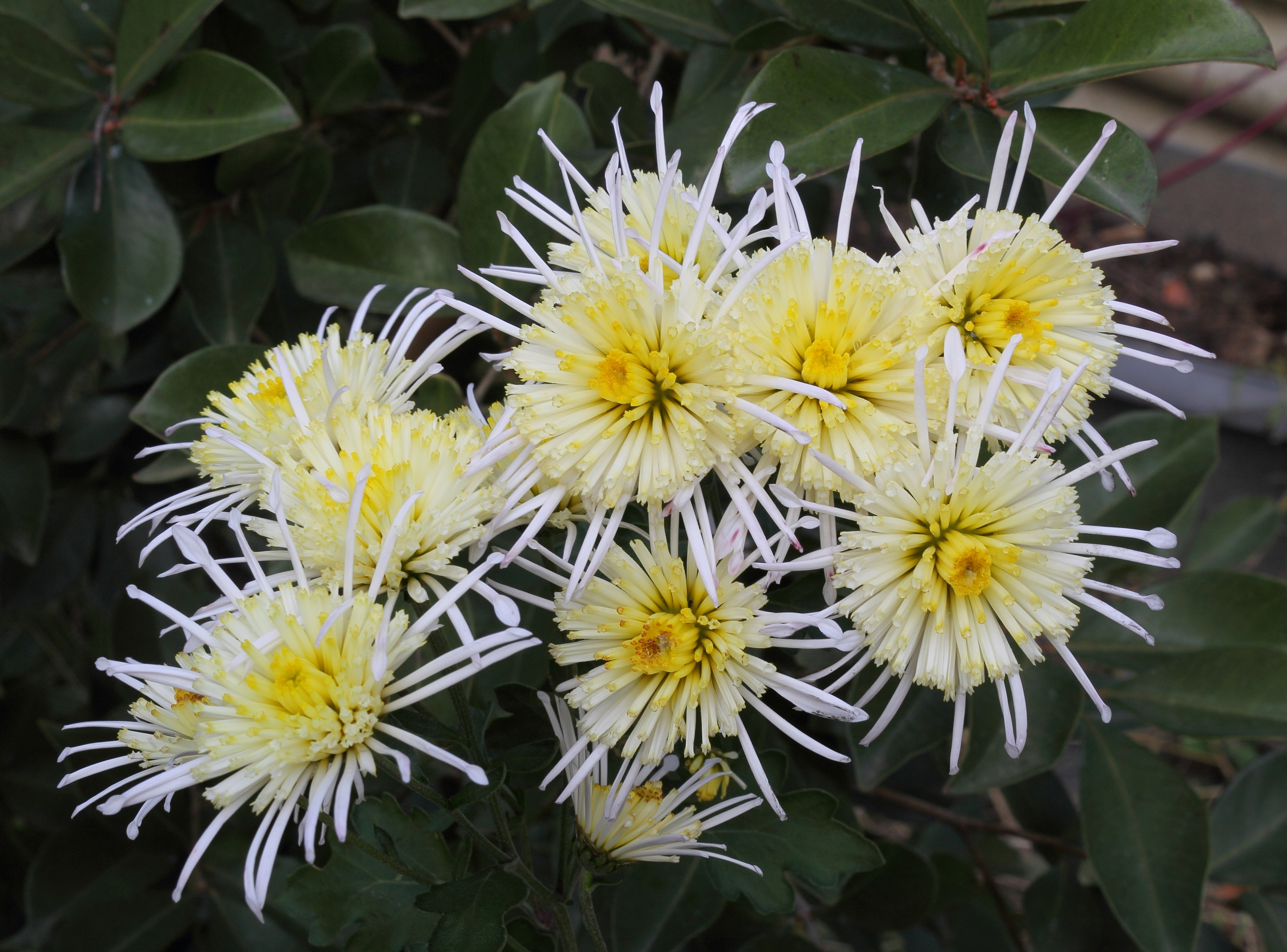
Crisantemo × morifolio 'Vesubius'
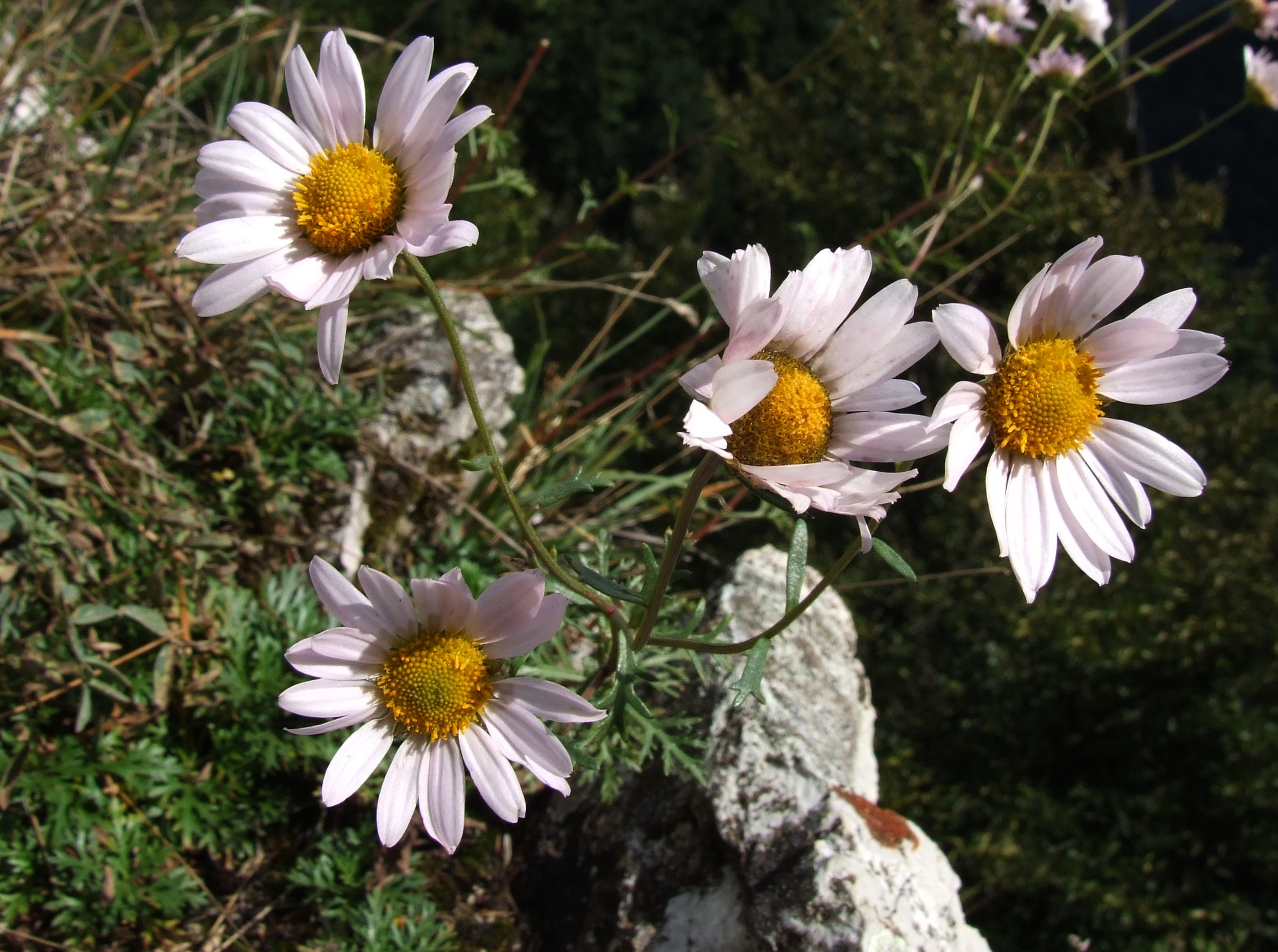
Chrysanthemum zawadskii
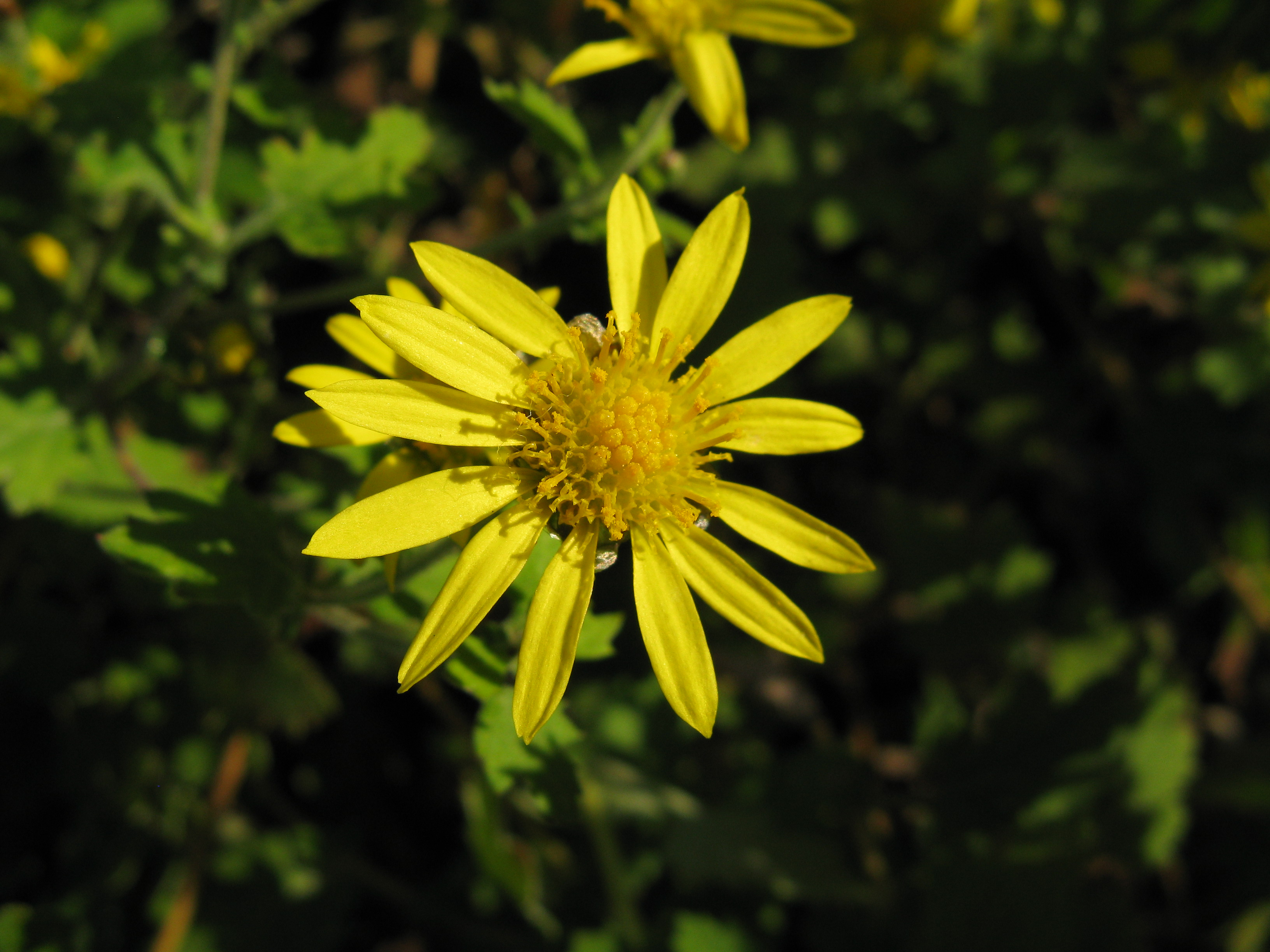
Chrysanthemum indicum
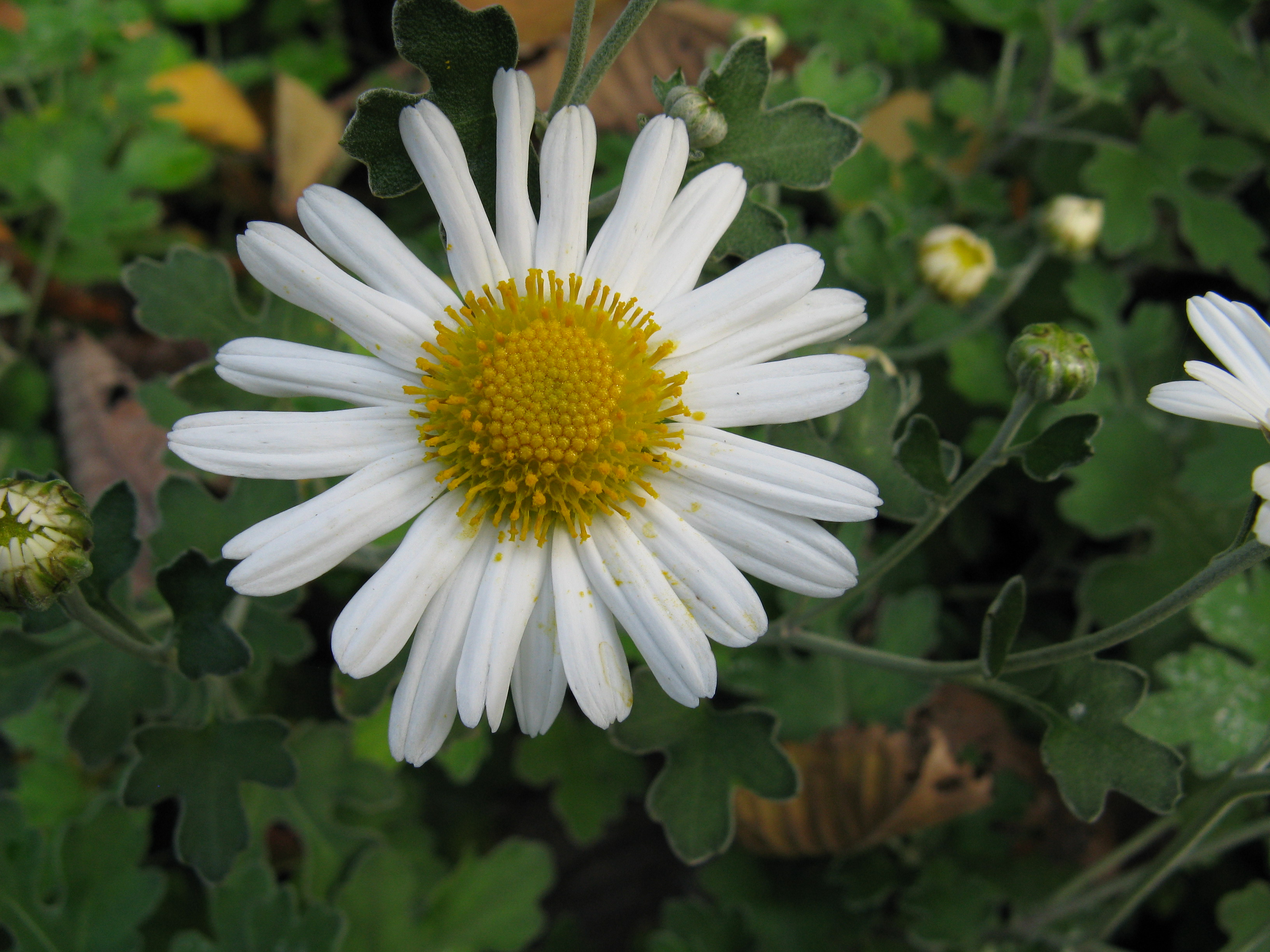
Chrysanthemum japonense var. ashizuriense
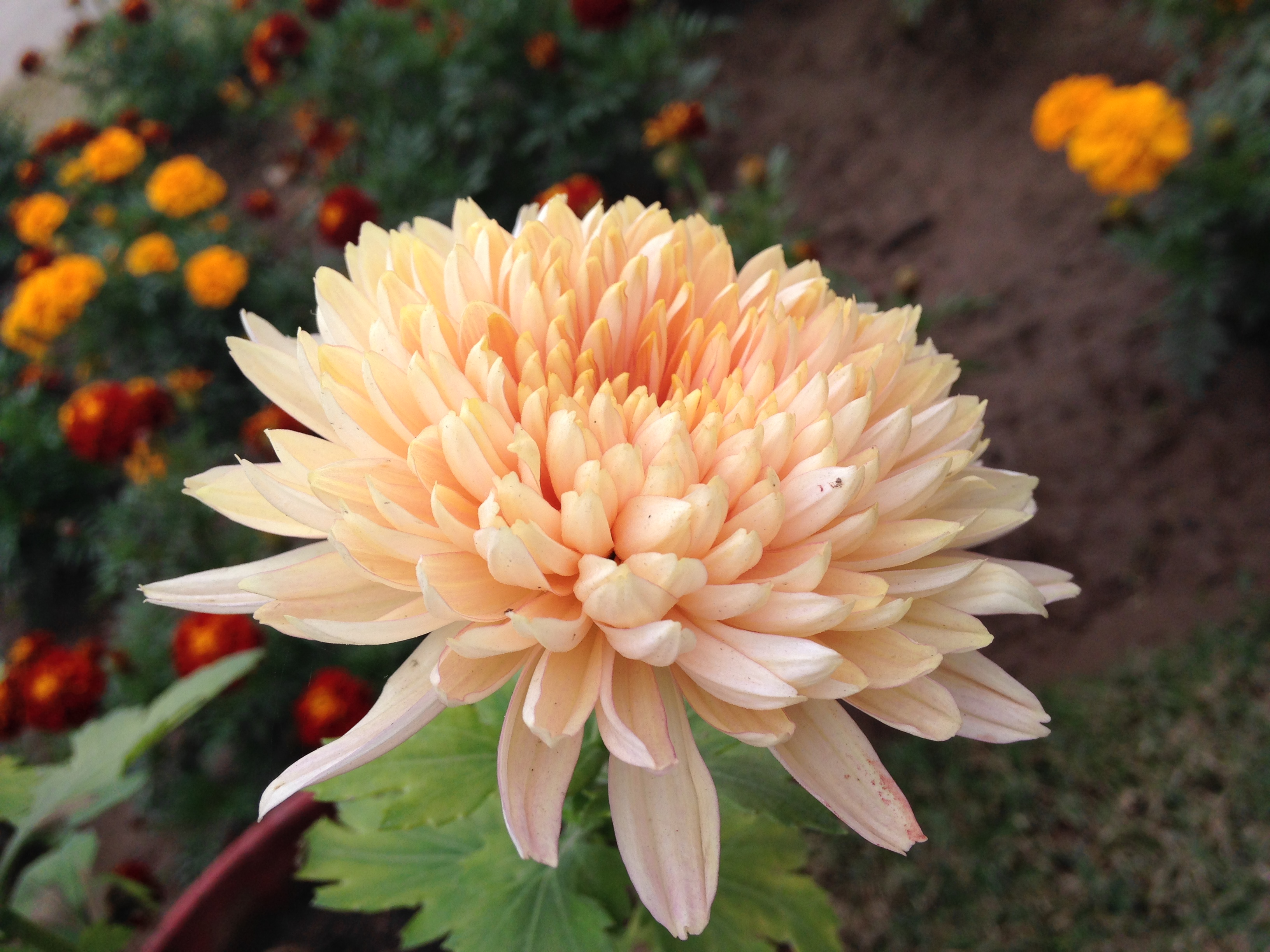
Crisantemo de color melocotón
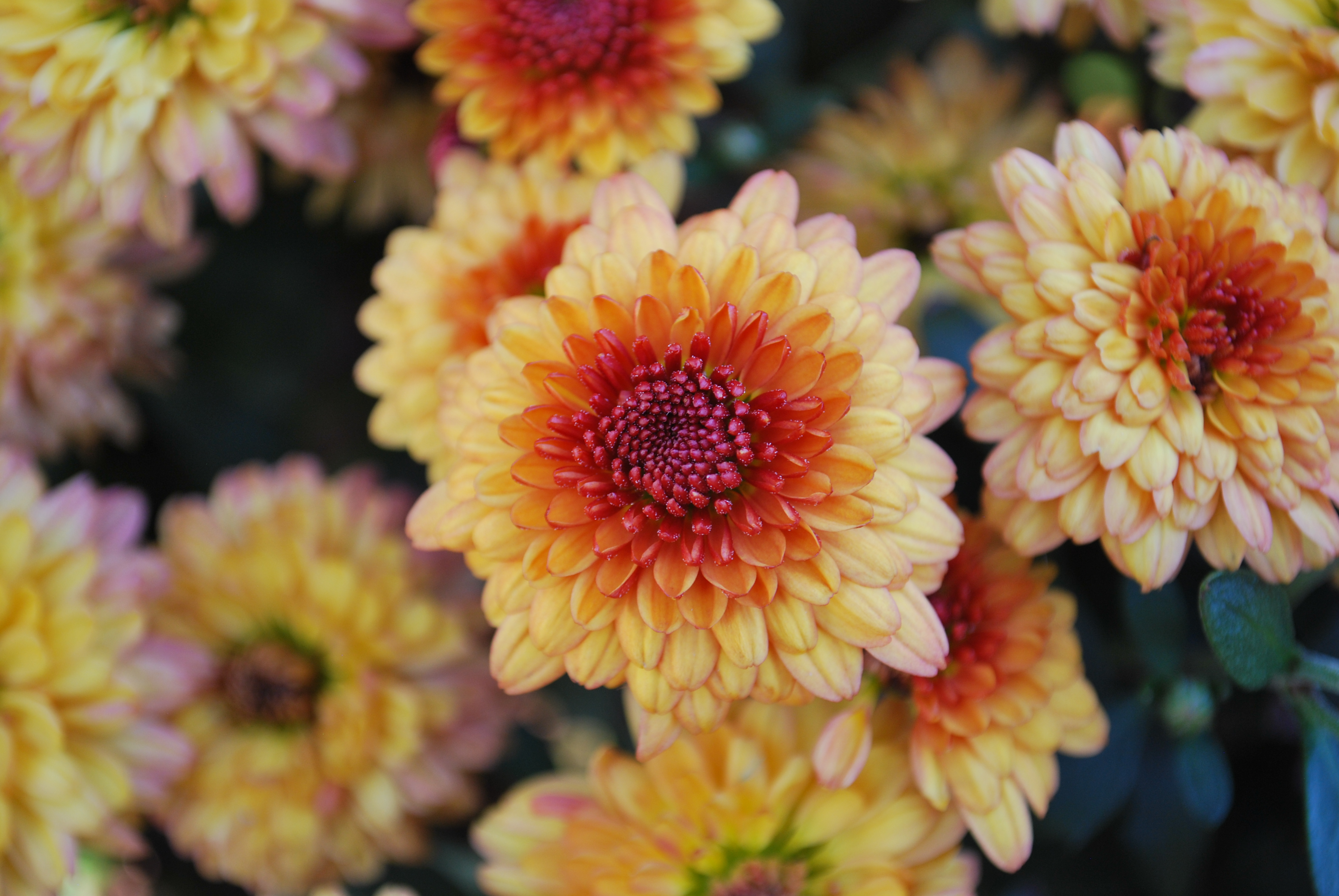
Crisantemo cola de tigre
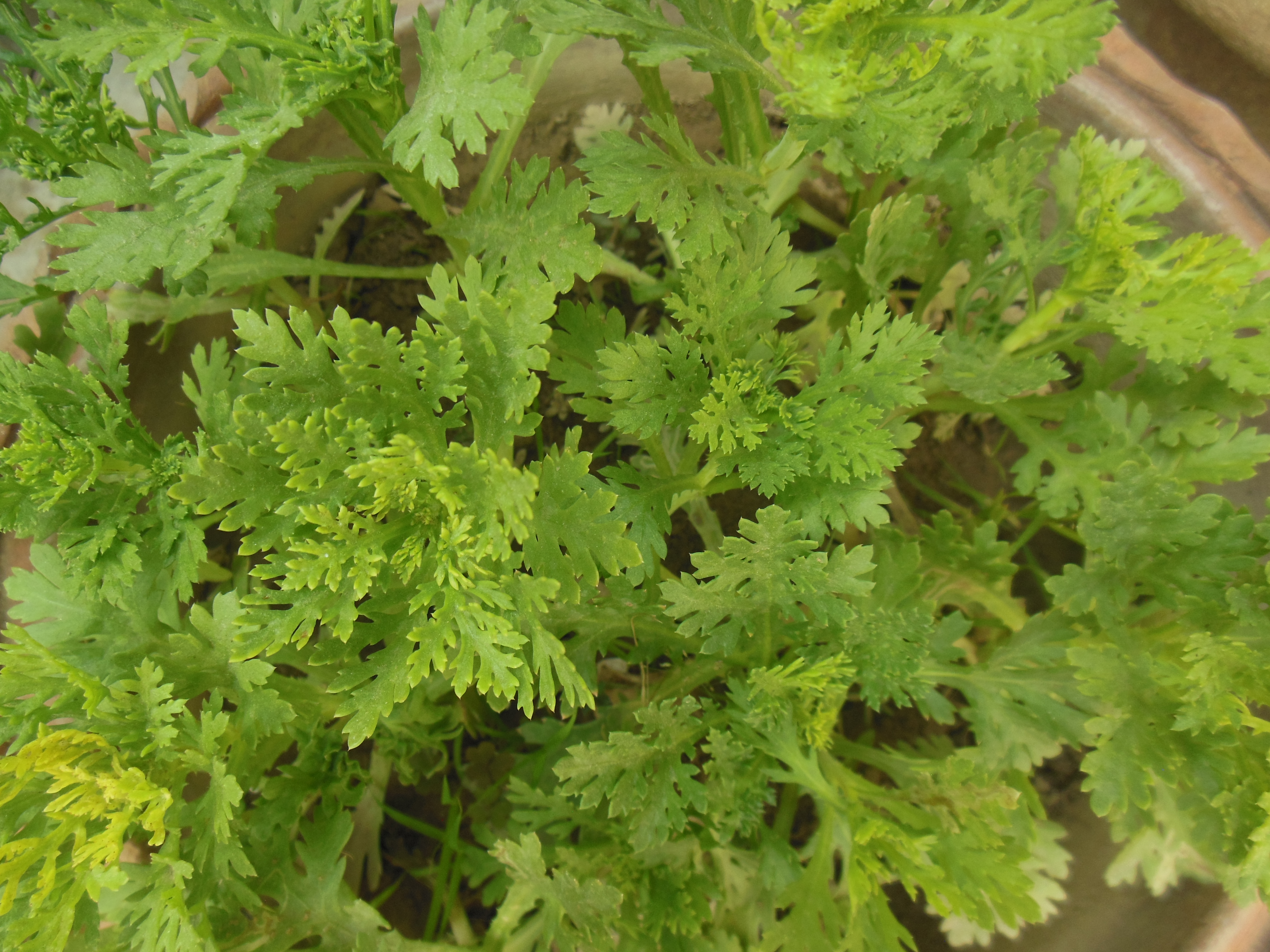
Hojas de crisantemo
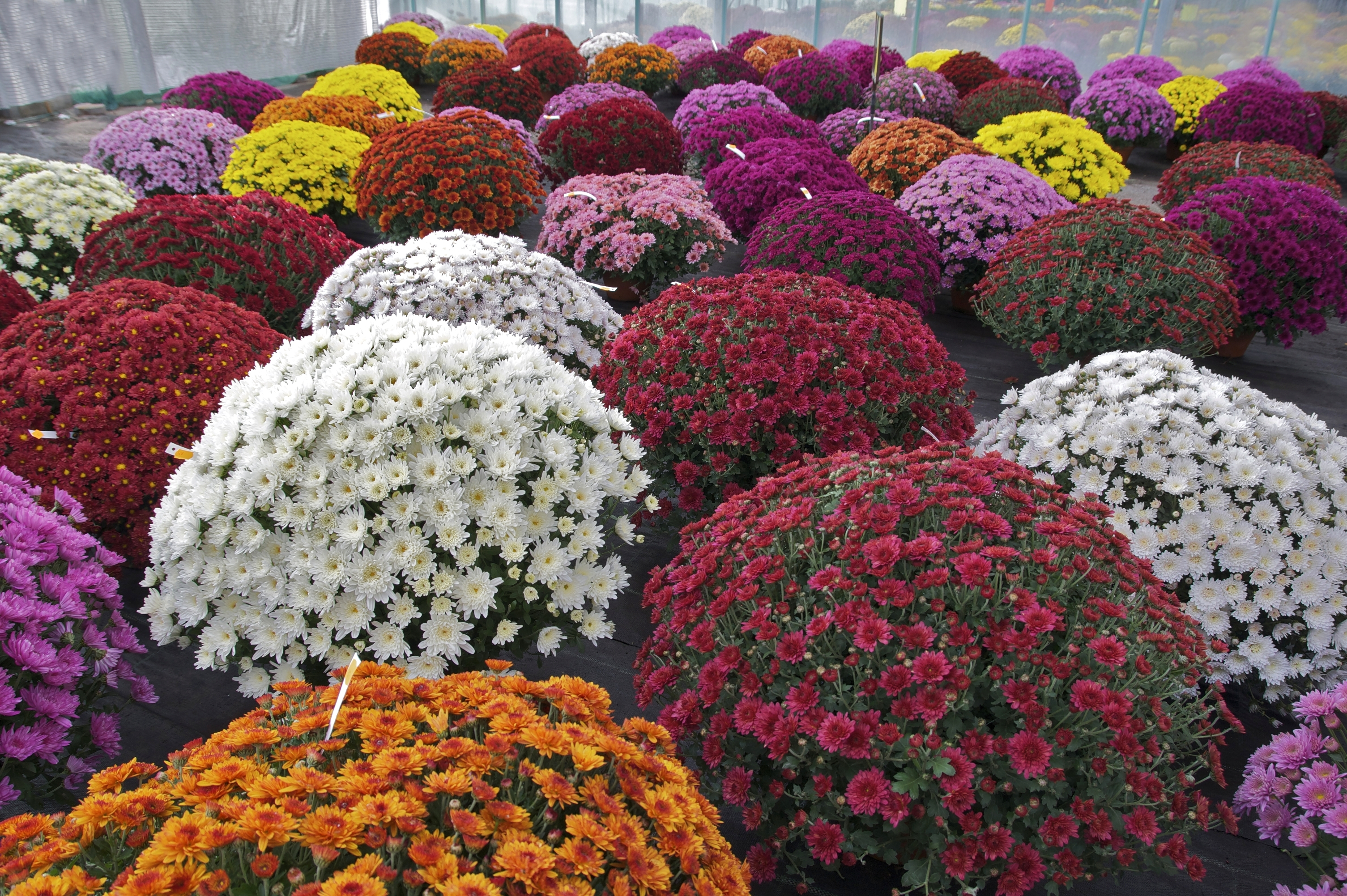
Un espectáculo de crisantemos
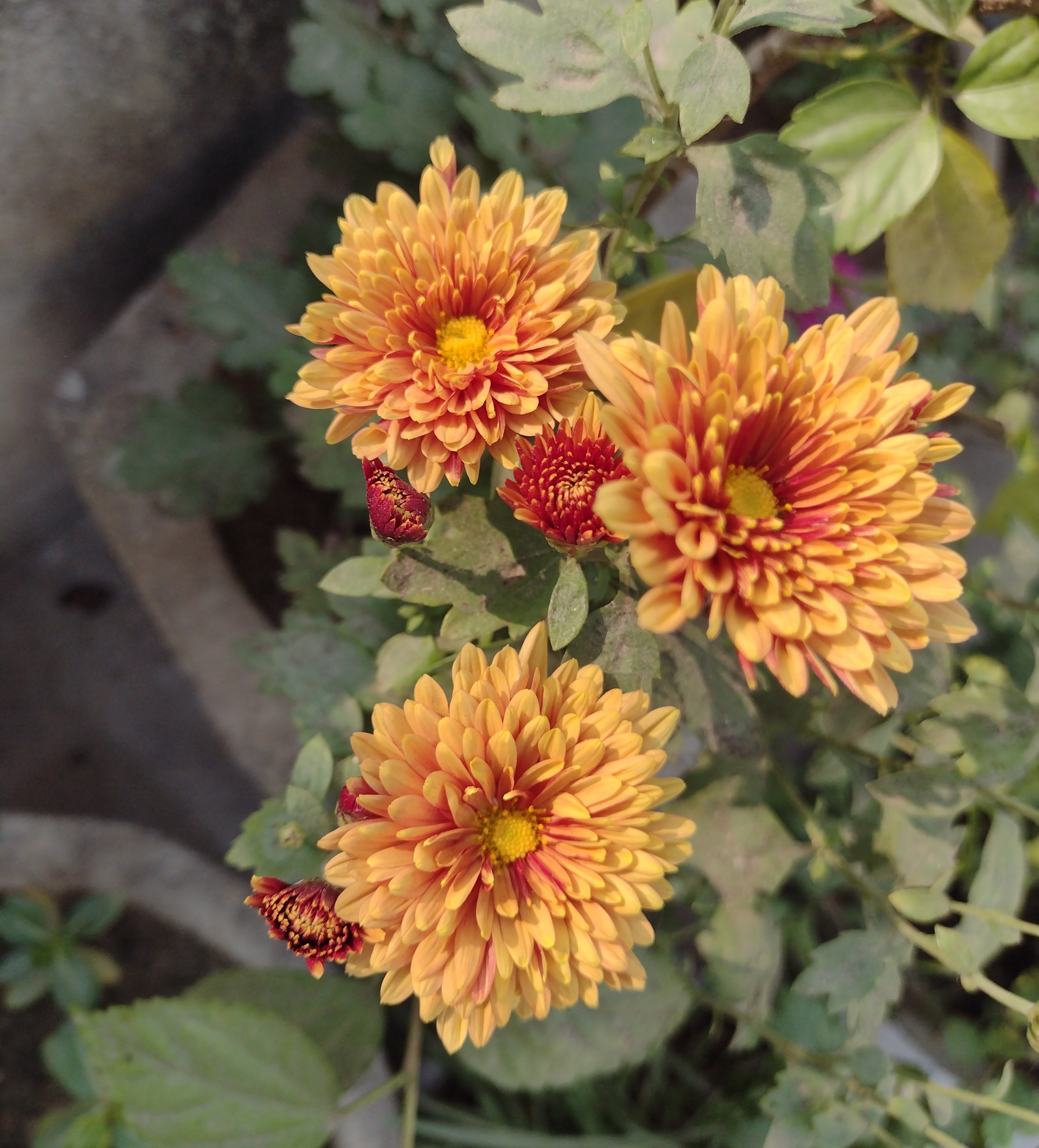
Crisantemo amarillo.
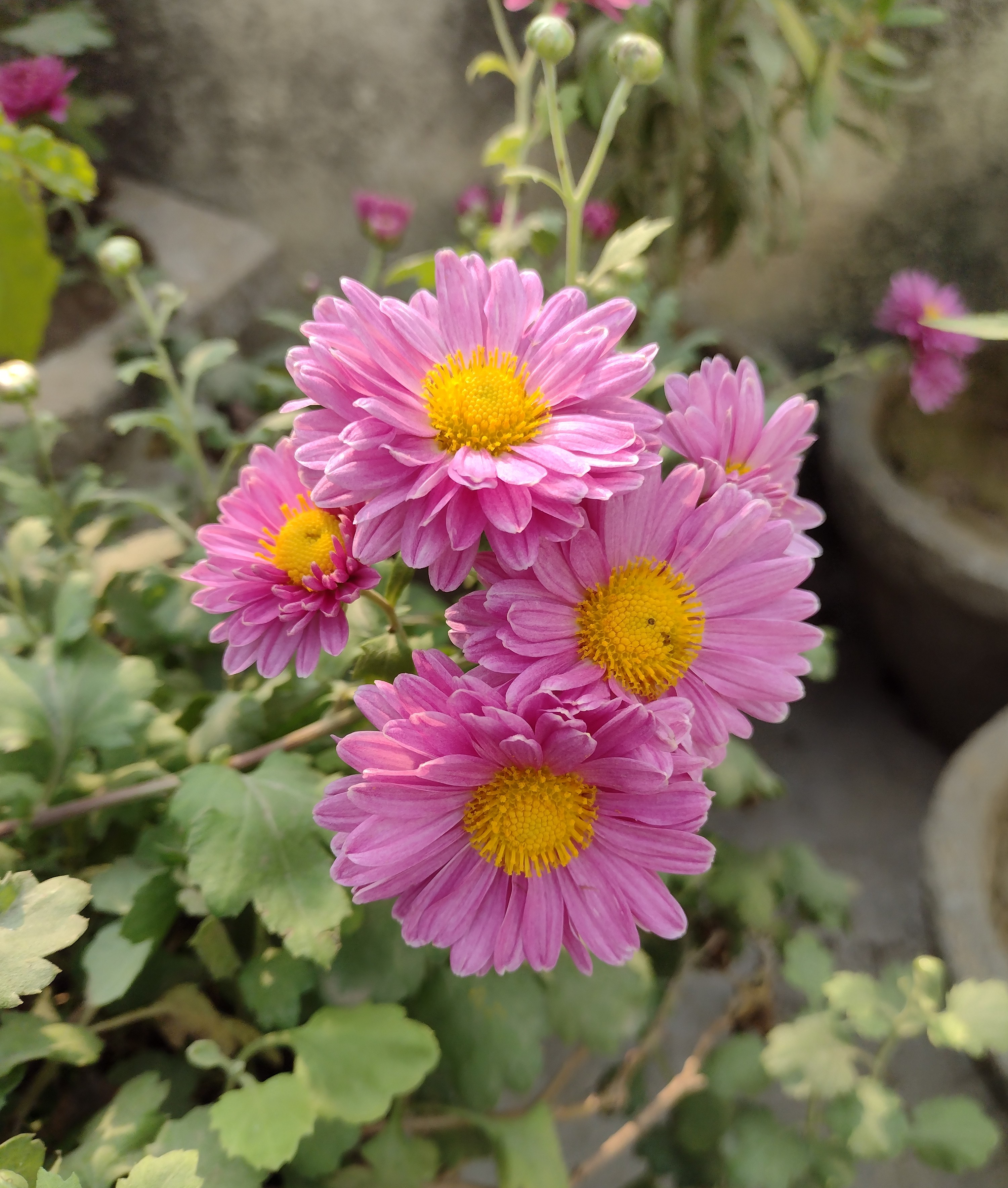
Crisantemo púrpura